# Hakodate
Hakodate (函館市?, Hakodate-shi) è una città portuale che ricade sotto la giurisdizione della sottoprefettura di Oshima. È situata nella zona sud-occidentale della prefettura di Hokkaidō, in Giappone.
Nel luglio del 2011 la popolazione era di 279 851 abitanti, distribuiti su un'area di 677,89 km², per una densità di 412,83 ab./km². È la terza città più popolata dell'isola di Hokkaidō, dopo Sapporo e Asahikawa.

## Storia
Hakodate fu fondata nel 1454, quando il giapponese Kono Kaganokami Masamichi costruì il suo palazzo dove sorgeva il villaggio di pescatori ainu chiamato Usukeshi, ai piedi del monte Hakodate. Per lungo tempo vi furono tensioni tra gli abitanti locali ed i giapponesi, che culminarono nella rivolta di Shakusain, tra il 1669 ed il 1672, al termine della quale gli ainu furono cacciati.
Nella seconda metà del XVIII secolo, Hakodate si espanse notevolmente, soprattutto dopo che, nel 1779, lo shogunato Tokugawa prese il controllo diretto della zona. Venne costruito il grande porto e, nel 1802, venne istituito il tribunale. A seguito degli accordi presi con la convenzione di Kanagawa tra gli Stati Uniti e lo shōgun Tokugawa Ieyoshi, il porto di Hakodate fu il primo in Giappone ad aprire al commercio americano, nel 1854. In questo periodo, molti paesi stabilirono in città dei consolati, tra questi la Russia, che introdusse nel paese il culto ortodosso, e il regno d'Italia, che all'epoca aveva già stabilito altri consolati in Giappone.
Tali eventi contribuirono, nel 1868, a scatenare la guerra Boshin tra lo shogun e le forze leali all'imperatore Meiji. Dopo la resa dello shogun, una frangia ribelle di suoi alleati fuggì in Hokkaidō, dove vennero raggiunti dalle truppe fedeli a Meiji. Ebbe così inizio l'ultimo capitolo della guerra civile, la battaglia di Hakodate, che durò dal 20 ottobre 1868 al 17 maggio 1869.
Le forze ribelli, il 27 gennaio 1869, proclamarono l'indipendente repubblica di Ezo, il cui territorio era l'isola di Hokkaidō, alla cui guida si pose l'ammiraglio Enomoto Takeaki. La capitale fu stabilita ad Hakodate ed il governo si insediò nella fortezza cittadina di Goryōkaku. Al termine della battaglia prevalsero le truppe imperiali, che posero così fine alla secolare egemonia feudale dello shogun, inaugurando l'epoca del rinnovamento Meiji.
Hakudate ottenne l'odierno status di città il 1º agosto 1922. Nel 1934, fu devastata da un grande incendio, che costò la vita a più di 2 000 abitanti e distrusse buona parte delle case cittadine. Durante la seconda guerra mondiale, Hakodate subì solo alcuni dei pesanti bombardamenti che colpirono il Giappone. La superficie comunale si raddoppiò nel dicembre 2004, quando vennero inglobate le municipalità di Toi, Esan, Todohokke e Minamikayabe.

## Geografia fisica

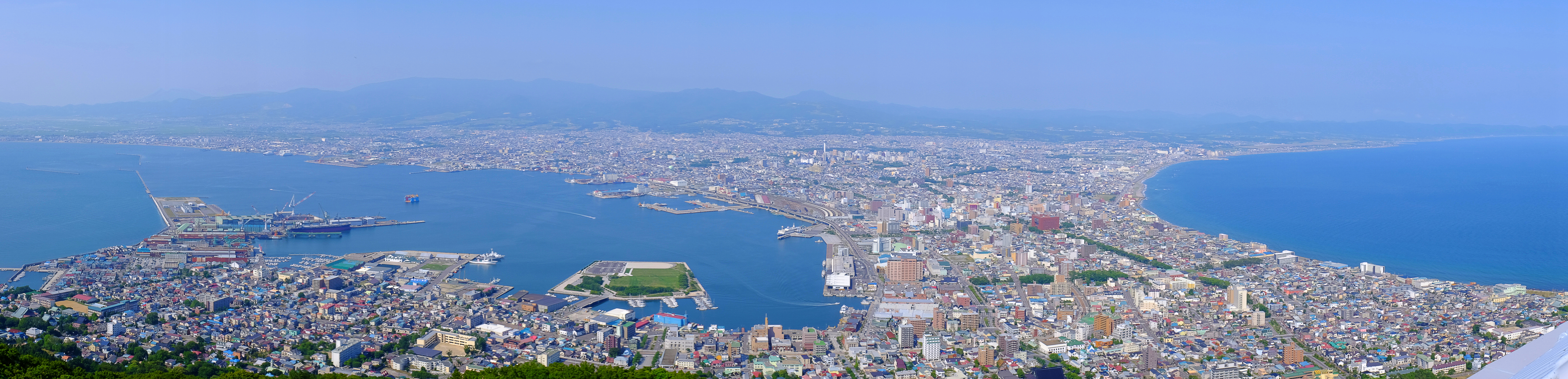
Hakodate

### Clima
| Hakodate (1991-2020) Fonte: JMA                      | Mesi         | Mesi         | Mesi         | Mesi        | Mesi        | Mesi        | Mesi        | Mesi        | Mesi        | Mesi        | Mesi         | Mesi         | Stagioni | Stagioni | Stagioni | Stagioni | Anno    |
| Hakodate (1991-2020) Fonte: JMA                      | Gen          | Feb          | Mar          | Apr         | Mag         | Giu         | Lug         | Ago         | Set         | Ott         | Nov          | Dic          | Inv      | Pri      | Est      | Aut      | Anno    |
| ---------------------------------------------------- | ------------ | ------------ | ------------ | ----------- | ----------- | ----------- | ----------- | ----------- | ----------- | ----------- | ------------ | ------------ | -------- | -------- | -------- | -------- | ------- |
| T. max. media (°C)                                   | 0,9          | 1,8          | 5,8          | 12,0        | 17,0        | 20,4        | 24,1        | 25,9        | 23,2        | 17,1        | 10,0         | 3,2          | 2,0      | 11,6     | 23,5     | 16,8     | 13,4    |
| T. media (°C)                                        | −2,4         | −1,8         | 1,9          | 7,3         | 12,3        | 16,2        | 20,3        | 22,1        | 18,8        | 12,5        | 6,0          | −0,1         | −1,4     | 7,2      | 19,5     | 12,4     | 9,4     |
| T. min. media (°C)                                   | −6,0         | −5,7         | −2,2         | 2,8         | 8,0         | 12,6        | 17,3        | 18,9        | 14,6        | 7,8         | 1,8          | −3,6         | −5,1     | 2,9      | 16,3     | 8,1      | 5,5     |
| T. max. assoluta (°C)                                | 12,5 (1903)  | 13,6 (2010)  | 16,9 (1905)  | 23,0 (2015) | 28,0 (2019) | 29,1 (2010) | 33,6 (1876) | 33,9 (2021) | 32,6 (2012) | 27,8 (2021) | 21,5 (1939)  | 16,3 (1990)  | 16,3     | 28,0     | 33,9     | 32,6     | 33,9    |
| T. min. assoluta (°C)                                | −21,7 (1891) | −20,4 (1896) | −18,9 (1898) | −8,6 (1883) | −5,0 (1877) | 2,0 (1888)  | 6,3 (1890)  | 9,0 (1911)  | 1,7 (1882)  | −4,0 (1912) | −12,1 (1884) | −19,4 (1892) | −21,7    | −18,9    | 2,0      | −12,1    | −21,7   |
| Giorni di calura (Tmax ≥ 30 °C)                      | 0,0          | 0,0          | 0,0          | 0,0         | 0,0         | 0,0         | 0,6         | 3,0         | 0,4         | 0,0         | 0,0          | 0,0          | 0,0      | 0,0      | 3,6      | 0,4      | 4,0     |
| Giorni di gelo (Tmin ≤ 0 °C)                         | 29,9         | 26,5         | 23,0         | 5,2         | 0,0         | 0,0         | 0,0         | 0,0         | 0,0         | 0,1         | 9,7          | 26,5         | 82,9     | 28,2     | 0,0      | 9,8      | 120,9   |
| Giorni di ghiaccio (Tmax ≤ 0 °C)                     | 11,2         | 8,0          | 1,7          | 0,0         | 0,0         | 0,0         | 0,0         | 0,0         | 0,0         | 0,0         | 0,4          | 6,7          | 25,9     | 1,7      | 0,0      | 0,4      | 28,0    |
| Nuvolosità (okta al giorno)                          | 7,7          | 7,6          | 7,1          | 6,7         | 7,1         | 7,7         | 8,3         | 7,9         | 7,0         | 6,4         | 7,2          | 7,8          | 7,7      | 7,0      | 8,0      | 6,9      | 7,4     |
| Precipitazioni (mm)                                  | 77,4         | 64,5         | 64,1         | 71,9        | 88,9        | 79,8        | 123,6       | 156,5       | 150,5       | 105,6       | 110,8        | 94,6         | 236,5    | 224,9    | 359,9    | 366,9    | 1 188,2 |
| Giorni di pioggia                                    | 15,0         | 12,7         | 12,4         | 9,5         | 9,5         | 7,3         | 8,8         | 9,1         | 10,2        | 11,3        | 13,6         | 15,8         | 43,5     | 31,4     | 25,2     | 35,1     | 135,2   |
| Nevicate (cm)                                        | 91           | 74           | 41           | 2           | 0           | 0           | 0           | 0           | 0           | 0           | 18           | 79           | 244      | 43       | 0        | 18       | 305     |
| Giorni di neve                                       | 19,6         | 16,9         | 9,6          | 0,8         | 0,0         | 0,0         | 0,0         | 0,0         | 0,0         | 0,0         | 3,7          | 14,7         | 51,2     | 10,4     | 0,0      | 3,7      | 65,3    |
| Giorni di nebbia                                     | 0,0          | 0,1          | 0,0          | 0,6         | 1,4         | 2,4         | 1,8         | 0,4         | 0,1         | 0,0         | 0,1          | 0,0          | 0,1      | 2,0      | 4,6      | 0,2      | 6,9     |
| Umidità relativa media (%)                           | 73           | 71           | 68           | 67          | 73          | 79          | 82          | 81          | 76          | 73          | 71           | 74           | 72,7     | 69,3     | 80,7     | 73,3     | 74      |
| Radiazione solare globale media (centesimi di MJ/m²) | 7,7          | 7,6          | 7,1          | 6,7         | 7,1         | 7,7         | 8,3         | 7,9         | 7,0         | 6,4         | 7,2          | 7,8          | 23,1     | 20,9     | 23,9     | 20,6     | 88,5    |
| Ore di soleggiamento mensili                         | 103,1        | 117,9        | 158,7        | 186,1       | 198,5       | 172,6       | 134,4       | 148,0       | 160,8       | 163,9       | 109,4        | 91,5         | 312,5    | 543,3    | 455,0    | 434,1    | 1 744,9 |
| Pressione a 0 metri s.l.m. (hPa)                     | 1 008,3      | 1 008,9      | 1 008,4      | 1 007,4     | 1 006,0     | 1 004,2     | 1 003,7     | 1 005,1     | 1 008,3     | 1 011,0     | 1 011,3      | 1 009,5      | 1 008,9  | 1 007,3  | 1 004,3  | 1 010,2  | 1 007,7 |
| Tensione di vapore (hPa)                             | 3,8          | 3,9          | 4,8          | 6,9         | 10,4        | 14,5        | 19,6        | 21,5        | 16,8        | 10,8        | 6,9          | 4,6          | 4,1      | 7,4      | 18,5     | 11,5     | 10,4    |
| Vento (direzione-m/s)                                | WNW 3,7      | WNW 3,8      | WNW 4,1      | WNW 4,0     | ESE 3,5     | ESE 3,2     | ESE 3,0     | ESE 3,1     | ESE 3,4     | WNW 3,6     | WNW 3,8      | WNW 3,9      | 3,8      | 3,9      | 3,1      | 3,6      | 3,6     |

## Monumenti e luoghi d'interesse

### Architetture religiose
- Chiesa della Resurrezione di Cristo

### Architetture civili
- Vecchio Municipio di Hakodate

## Infrastrutture e trasporti
La città è servita dalla stazione di Hakodate, capolinea della linea principale Hakodate, ed è collegata sia con Sapporo che con le principali città dello Honshū tramite la stazione di Shin-Hakodate-Hokuto, capolinea dell'Hokkaidō Shinkansen, i cui treni percorrono il tunnel Seikan.
All'interno della città si estende per circa 10 km la rete tranviaria di Hakodate, una delle uniche due dell'isola, con due percorsi, integrati da una rete automobilistica.
Il porto di Hakodate è collegato ad altre città marittime dell'Hokkaidō e dello Honshū (in particolare Aomori) da diverse linee di traghetti.
Infine, pochi chilometri a est dal centro è presente l'aeroporto di Hakodate, con diversi voli nazionali e alcuni internazionali.